# Gąska myszata
Gąska myszata (Tricholoma bresadolanum Clémençon) – gatunek grzybów należący do rzędu pieczarkowców (Agaricales).

## Systematyka i nazewnictwo
Pozycja w klasyfikacji według Index Fungorum: Tricholoma, Tricholomataceae, Agaricales, Agaricomycetidae, Agaricomycetes, Agaricomycotina, Basidiomycota, Fungi.
Po raz pierwszy opisał go w 1977 r. Heinz Clémençon i nadana przez niego nazwa naukowa jest aktualna. Polską nazwę zaproponował Władysław Wojewoda w 2003 r.

## Występowanie i siedlisko
Znane jest występowanie gąski myszatej głównie w Europie, ale podano także jeden region jej występowania w Kanadzie. W Europie występuje w jej zachodniej i południowej części, brak jej w Holandii, Danii, Belgii, Austrii, Niemczech, Czechach, Słowacji. Polsce, Białorusi i Ukrainie, ale występuje także w południowej części Szwecji. W Polsce (w granicach po II wojnie światowej) do 2003 r. znane było tylko jedno stanowisko, podane przez F. Kaufmanna w 1916 r. w Elblągu. Według W. Wojewody gatunek ten prawdopodobnie jest w Polsce wymarły.
Naziemny grzyb mykoryzowy.